# Igreja de São Nicolau dos Prefeitos
San Nicola dei Prefetti ou Igreja de São Nicolau dos Prefetti, amplamente conhecida como San Nicola ai Prefetti, é uma igreja de Roma, Itália, localizada no rione Campo de Marte, na via dei Prefetti. É dedicada a São Nicolau de Bari.
É uma igreja anexa da paróquia de San Lorenzo in Lucina.

## História
A igreja, segundo a tradição, é muito antiga, possivelmente da época do papa Zacarias (r. 741–752). 
Já era conhecida no final do século XII com o título de San Nicola de Prefecto (nome com que aparece no Catalogo di Cencio Camerario, de 1192, uma referência ao palácio vizinho dos Prefetti di Vico (moderno Palazzo Firenze), família que, nos antigos manuscritos é chamada "dei Prefetti" ("dos prefeitos"), por ter assumido o cargo de prefeito de Roma, de Pietro de Vico (1297) até Giacomo di Vico (1485). 
Em 1524, São Caetano conseguiu um breve que legitimou a confraria, fundando a ordem dos Clérigos Regulares Teatinos. A comunidade escolheu sua própria igreja, San Nicola ai Prefetti, que era uma minúscula igreja paroquial gerida pelo clero secular, somente para abandoná-la três anos depois, durante o saque de Roma. 
Em 1567, o papa Pio V concedeu a igreja aos padres dominicanos de Santa Sabina, que iniciaram a reconstrução do edifício, inclusive o interior do novo convento. As obras se iniciaram em 1582, prosseguindo lentamente até 1730. Na metade do século XIX, uma nova restauração levaram à renovação do presbitério e a uma nova decoração interna. Em 1927, a igreja foi entregue aos Missionários Oblatos de Maria Imaculada.

## Descrição
A fachada da igreja está hoje incorporada à do convento e inclui um medalhão em estuque do beato Pio V (beatificado em 1672 e canonizado em 1712).
O interior é composto por uma nave única, coberta por uma abóbada de berço e dois altares laterais. Ela conserva um afresco do século XVIII de Giacomo Triga, "Glória de São Nicolau de Bari". Para financiar a reconstrução da igreja, os dominicanos venderam uma preciosa tela de Guido Reni, "Madona com o Menino". No altar maior está uma imagem de Nossa Senhora chamada "Mater misericordiae", que, segundo a tradição, assim como os outros 24 ícones marianos da cidade, moveu os olhos entre 1796 e 1797 e foi depositado na igreja em 1854. 

## Galeria

Imagens da igreja
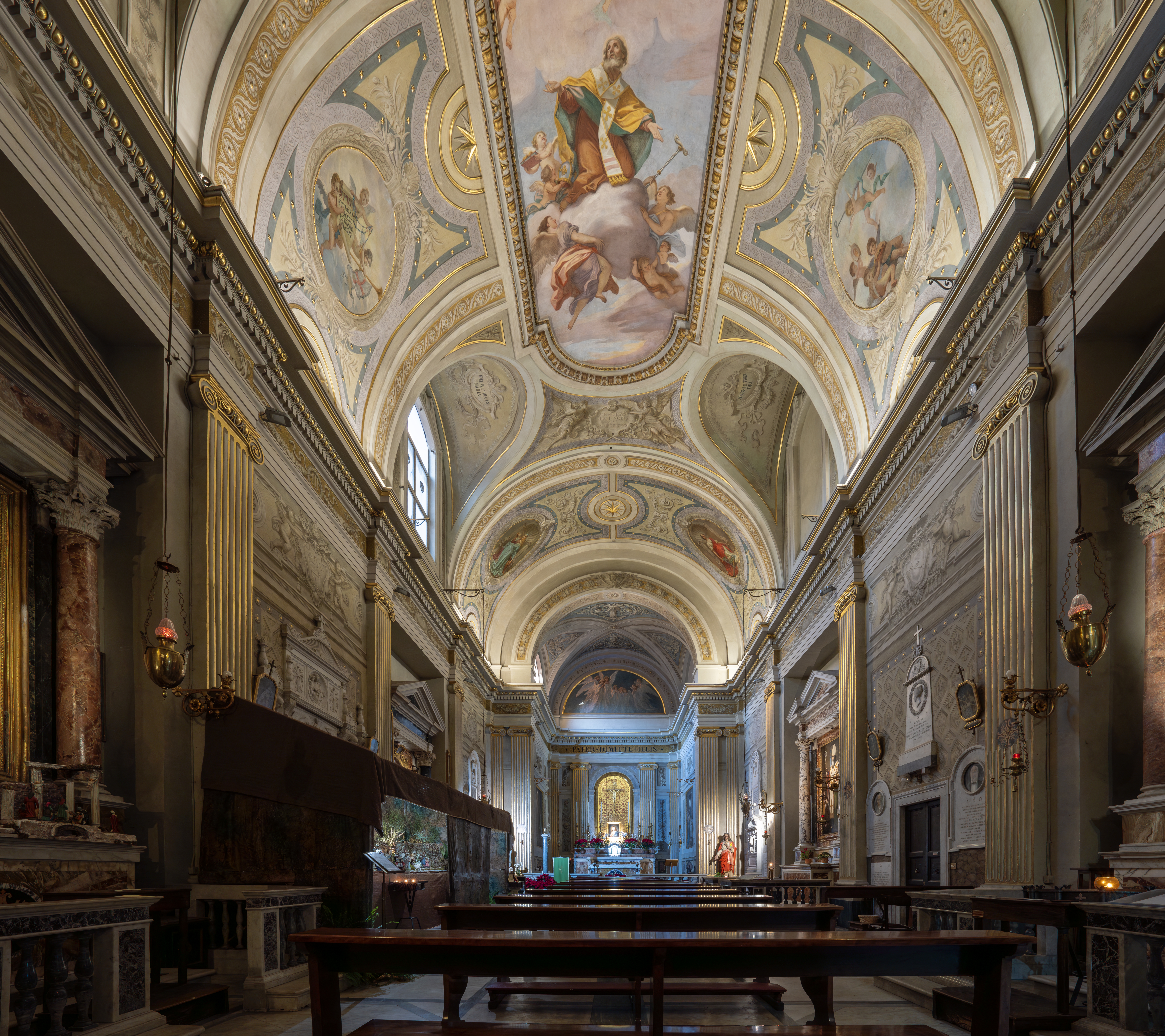
Interior.
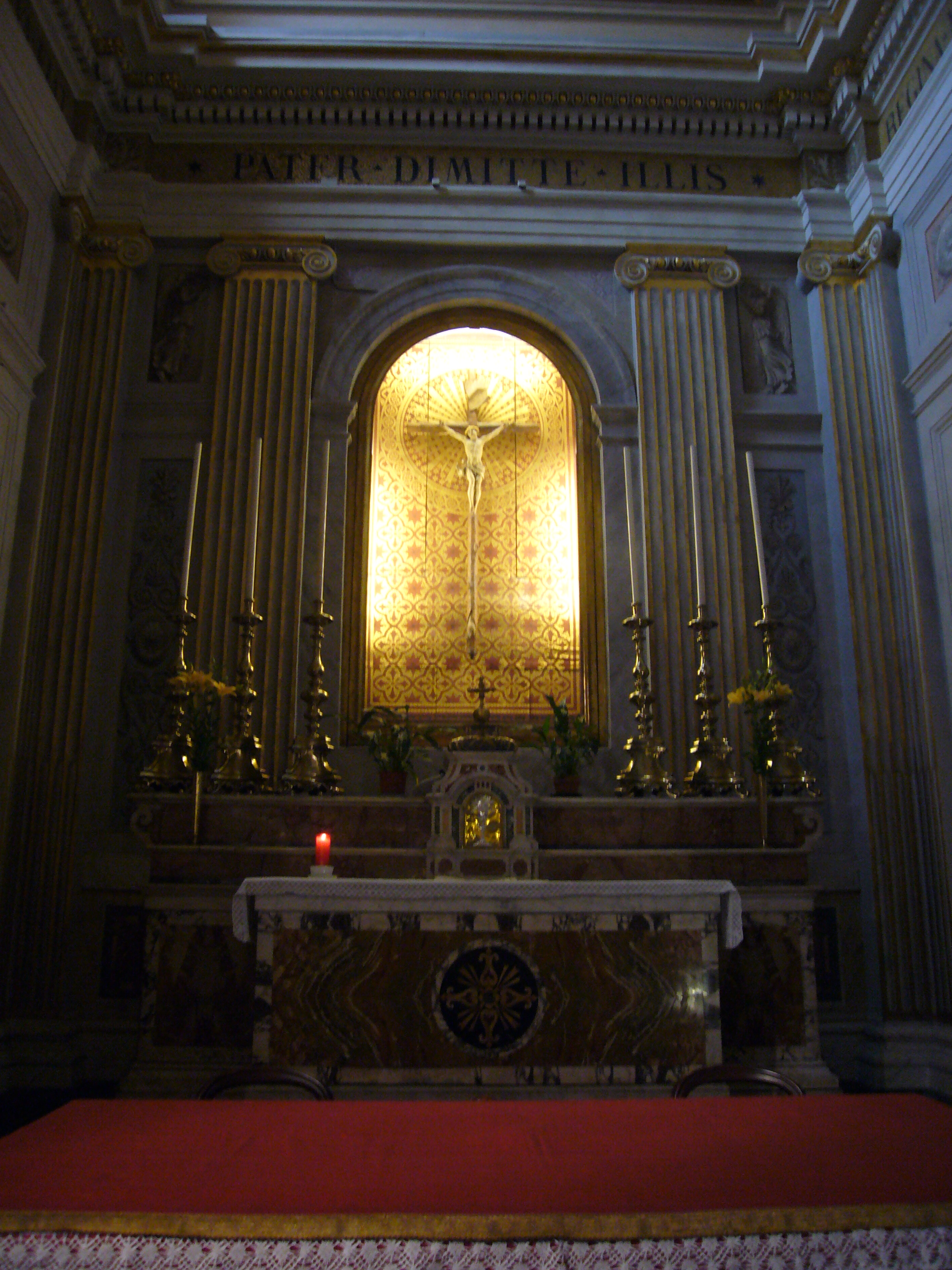
Altar-mor.
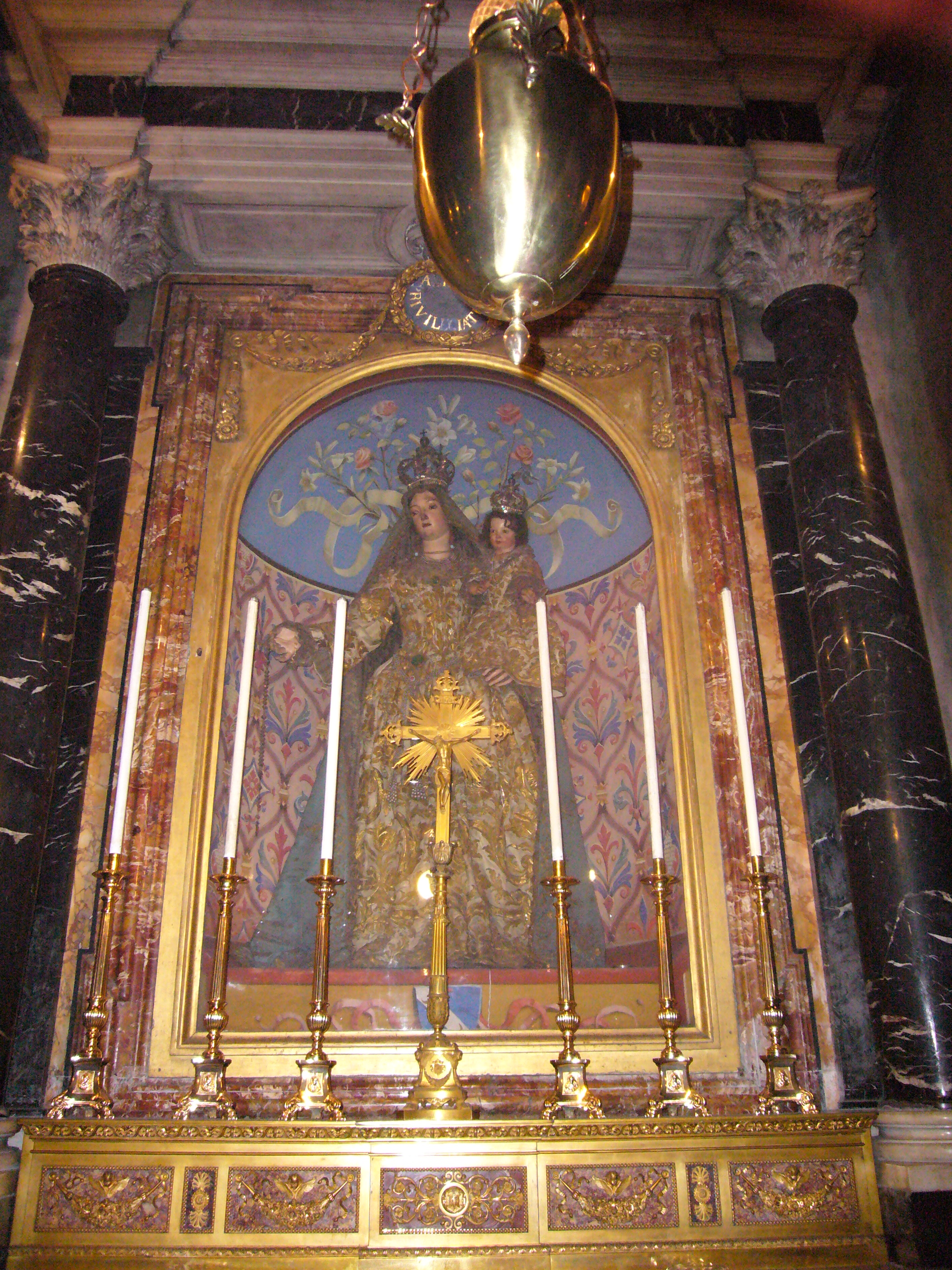
Nossa Senhora do Rosário.